# Comunità Montana Alta Valle di Susa
Die Comunità Montana Alta Valle di Susa (CMAVS) war eine Bergkommune in der italienischen Provinz Turin in der Region Piemont.
Die Bergkommune wurde aus 14 Gemeinden des oberen Susatales gebildet. Der Hauptort mit der Verwaltung war Oulx. Die Gemeinden im unteren Teil des Susatals bildeten die Bergkommune Comunità Montana Bassa Valle di Susa e Val Cenischia. 
Die Mitgliedsgemeinden der Comunità waren 
| - Bardonecchia - Cesana Torinese - Chiomonte - Claviere - Exilles - Giaglione - Gravere | - Meana di Susa - Moncenisio - Oulx - Salbertrand - Sauze d’Oulx - Sauze di Cesana - Sestriere |

Ziel der Bergkommune ist der Schutz der Landschaft, speziell der Weiden, und die Förderung des Tourismus. 
Im Jahr 2009 ist im Rahmen einer Berggebietsreform im Piemont die Zusammenlegung von mehreren Comunità Montane wirksam geworden. Die Comunità Montana Alta Valle di Susa wurde mit der Comunità Montana Bassa Valle di Susa e Val Cenischia und der Comunità Montana Val Sangone zur neuen Comunità Montana Valle Susa e Val Sangone zusammengefasst. Deren Sitz ist in Bussoleno.